# 彦陽ジャンクション
彦陽ジャンクション（オニャンジャンクション）は大韓民国蔚山広域市蔚州郡にある京釜高速道路（1号線）と蔚山高速道路（16号線）を結ぶジャンクションである。

## 接続する路線

### ソウル・釜山方面
- 京釜高速道路（7番）

### 蔚山方面
- 蔚山高速道路（1番）

## 隣
京釜高速道路
通度寺IC- 彦陽JCT  -彦陽SA - 慶州SA（釜山方向のみ）- 慶州IC
蔚山高速道路
彦陽JCT - 蔚山JCT - 蔚山IC
座標: 北緯35度34分00秒 東経129度07分48秒 / 北緯35.566739度 東経129.130093度